# Frantz Fanon

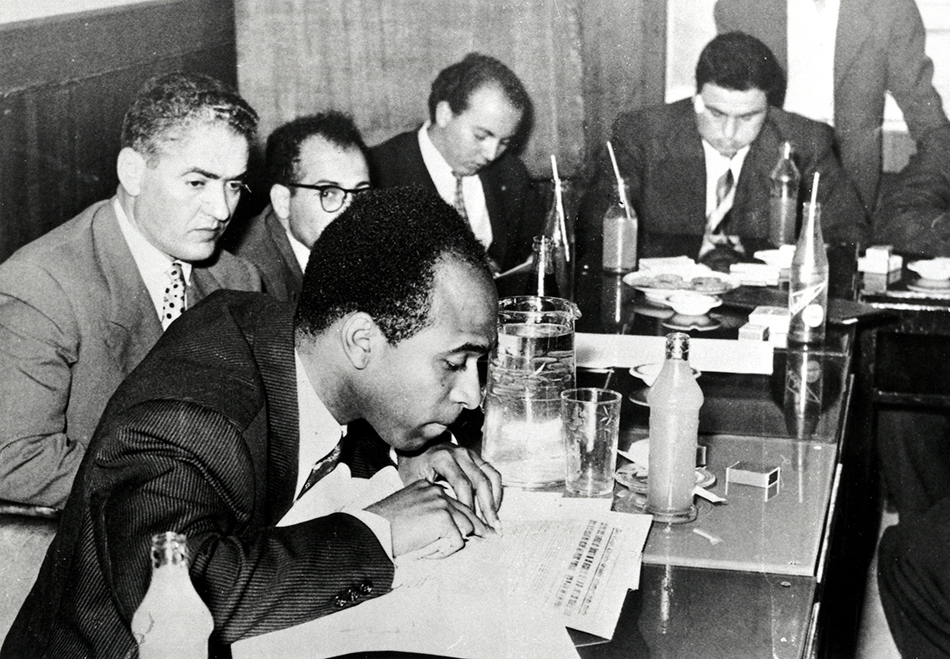
Vorne: Frantz Fanon (Tunis, 1959)

Frantz Omar Fanon (* 20. Juli 1925 in Fort-de-France, Martinique; † 6. Dezember 1961 in Bethesda, Maryland) war ein französischer Psychiater, Politiker, Schriftsteller und Vordenker der Entkolonialisierung.

## Leben
Frantz Fanon wurde als Sohn von Éléonore Médélice (1891–1981) und dem Zollinspektor Félix Casimir Fanon (1891–1947) in eine bildungsorientierte Familie des schwarzen Mittelstandes der Insel Martinique geboren; er war das fünfte von acht Kindern. Seine Mutter, die väterlicherseits aus dem Elsass stammte, eröffnete nach dem Tod ihres Mannes im Jahr 1947 ein Geschäft, um die Familie durchzubringen.
Martinique war bis zum 19. März 1946 eine französische Kolonie, danach ein Département d’outre-mer (Übersee-Département). Ihre schwarzen Bewohner – wie Fanon – galten zwar formal als Franzosen, wurden jedoch von den weißen Siedlern als Bürger zweiter Klasse behandelt. Casimir Fanon erinnerte seine Familie an jedem französischen Nationalfeiertag daran, dass die in der Französischen Revolution propagierten Ideale liberté, égalité, fraternité (Freiheit, Gleichheit, Brüderlichkeit) den Sklaven auf Martinique keineswegs die Freiheit gebracht hätten. Vielmehr war hier die Sklaverei erst 1848 abgeschafft worden, als der Abgeordnete der Nationalversammlung und spätere Senator von Martinique und Guadeloupe, Victor Schœlcher, mit dem Décret d’abolition de l’esclavage du 27 avril 1848 (Dekret zur Abschaffung der Sklaverei vom 27. April 1848) das Ende der Sklaverei festschreiben ließ.
Frantz Fanons Familie ermöglichte ihm den Besuch des Lycée Schoelcher in Fort-de-France, an dem er von Aimé Césaire unterrichtet wurde.
Im Zweiten Weltkrieg, in dem sich die Kolonialverwaltung von Martinique auf die Seite des Vichy-Regimes stellte, wollte Fanon für die andere Seite kämpfen. Als noch 17-Jähriger meldete er sich 1943 als Freiwilliger bei einer Kontaktstelle der Forces françaises libres auf Dominica, der britischen, zwischen den französischen Inseln Martinique und Guadeloupe gelegenen Kolonie. Er wurde jedoch zurückgeschickt. Erst im März 1944 konnte er sich nach Nordafrika einschiffen, um sich den Truppen von General Jean de Lattre de Tassigny anzuschließen. Im Ausbildungslager in Französisch-Marokko erlebte er den alltäglichen Rassismus in den Reihen der Forces françaises libres. Die senegalesischen Soldaten wurden als Menschen vierter Klasse behandelt, die nordafrikanisch-arabischen Soldaten als Menschen dritter Klasse, die Schwarzen aus den antillanischen Kolonien immerhin als Menschen zweiter Klasse, denn sie waren Franzosen und Christen. In den Kämpfen in den Vogesen im Spätherbst 1944 schickte die 1ere armée die Antillaner als Kanonenfutter vor. Dabei, im Kampf um Colmar, wurde auch Fanon verwundet.
Nach dem Krieg kehrte Fanon nach Martinique zurück, holte seinen Schulabschluss nach und studierte dann in Lyon Medizin und Philosophie. Seine eigentliche Doktorarbeit wurde abgelehnt, so dass er eine neue Arbeit verfasste und dadurch 1951 die Promotion abschloss. Erstere veröffentlichte er im gleichen Jahr als Schwarze Haut, weiße Masken.
1952 heiratete Fanon die Französin Marie-Josèphe Dublé, genannt „Josie“; 1955 kam ihr gemeinsamer Sohn Olivier zur Welt. 1953 wurde Fanon zum Leiter der psychiatrischen Abteilung der Klinik von Blida-Joinville in Algerien berufen. 1956 trat er aus politischen Gründen von diesem Posten zurück. Danach arbeitete er für die algerische Nationale Befreiungsfront (FLN) und zeitweise als Botschafter der provisorischen algerischen Regierung (GPRA) in Accra.
Er starb im Dezember 1961 an Leukämie, im selben Monat, in dem sein Hauptwerk Die Verdammten dieser Erde veröffentlicht wurde, das noch heute als Manifest des Antikolonialismus gilt. Er hatte dieses innerhalb von zehn Wochen im Wissen seines nahenden Todes verfasst.

## Theorie und Bedeutung
Fanons Werke sind Ergebnis und Theoretisierung seiner politischen sowie psychiatrischen Praxis. David Caute hat in seinem Fanon-Porträt den Versuch unternommen, in Anlehnung an die Entwicklung des Denkens bei Karl Marx und den Kategorien von Hegel, drei Phasen des Fanonschen Schaffens zu unterscheiden: „[D]em Menschen, der sich seiner Selbstentfremdung bewusst wird“ (verdeutlicht durch die Schrift Schwarze Haut, weiße Masken, die 1952 erschien), „dem freien Bürger Algeriens“ (Fanons Teilnahme an der algerischen Revolution und deren theoretische Betrachtung in Im fünften Jahr der algerischen Revolution, erschienen 1959) und „dem sozialistischen Revolutionär“ (dessen Ideen sich in Die Verdammten dieser Erde, seinem letzten Werk, finden).
Fanon setzt sich in seinem ersten größeren Werk stark mit den Schriften verschiedener Philosophen (u. a. Marx, Nietzsche, Hegel und Jaspers) und Psychoanalytiker (u. a. Freud, Jung und Adler) auseinander und war stark beeinflusst von Jean-Paul Sartre, Merleau-Ponty und der existentialistisch-phänomenologischen Strömung in Frankreich. Später bildete er seine eigene Theorie aus. In Die Verdammten dieser Erde finden sich kaum noch Verweise auf politische und philosophische Strömungen, wenn auch die Einflüsse auf Fanons Denken noch deutlich sichtbar sind. Sein zentrales Thema blieb die Analyse und Überwindung von Rassismus und Kolonialismus, doch die Behandlung dieser Phänomene änderte sich in seinem Denken durch seine Teilnahme am Algerienkrieg und seine politischen Erfahrungen.

### Schwarze Haut, weiße Masken
1952 erschien Fanons erstes großes Werk unter dem Titel Schwarze Haut, weiße Masken in Lyon. Zuvor hatte er schon mit der Schrift Das nord-afrikanische Syndrom die Grundzüge seiner Theorie über Rassismus und Kolonialgewalt dargelegt. Ursprünglich wollte Fanon sein Buch Essay über die Entfremdung des Schwarzen nennen, der schließlich prägnantere Titel des Werks stammt von dem Sartre-Schüler Francis Jeanson, der gemeinsam mit Fanon an dem Manuskript arbeitete und auch das Vorwort beisteuerte. Zum Zeitpunkt des Verfassens war Fanons Gedankenwelt geprägt von seiner konkreten Arbeit als Psychiater in der Anstalt von Saint-Alban-sur-Limagnole in Frankreich, wo vom dortigen Leiter Tosquelles neue, fortschrittliche Methoden in der Behandlung der Patienten angewandt wurden. Darüber hinaus speisen sich seine Theorien aus der Beschäftigung mit dem Existentialismus Sartres und der Phänomenologie. Und auch die Ausgrenzung als Schwarzer in der weißen Gesellschaft Frankreichs, die ihm schon als Soldat schmerzlich bewusst geworden war, fließt in seine Schriften ein.
Fanons Absicht in Schwarze Haut, weiße Masken ist, eine universelle emanzipatorisch-humanistische Vision zu entwerfen. In seiner grundsätzlichen Kritik an Rassismen und kolonialer Unterdrückung gilt er in seinen Ansätzen als ein sehr früher und vielseitiger Theoretiker, der seiner Zeit weit voraus war. So untersuchte er, welchen Einfluss Unterdrückung und Rassismus auf die Kolonialisierten haben und wie sich eine entfremdete Selbstwahrnehmung bei den Betroffenen entwickelt und auswirkt (soziologisch: „Subjektkonstruktion“). Hierbei geht er in Schwarze Haut, weiße Masken u. a. mit Hilfe von Lacans Spiegelungstheorem psychoanalytisch vor und bezieht sich auf Sartres Phänomenologie des Blickes. Er fragt danach, wie sich die von der Unterdrückung durch Rassismus und Kolonialismus Betroffenen dagegen wehren können.

„Der schwarze Mensch erscheint aus der Perspektive des Weißen als minderwertig, aber umgekehrt ist der Weiße mit seinen ‚Errungenschaften‘ Zivilisation, Kultur, kurz Intellekt, nachahmenswert.“

Deshalb spricht Fanon davon, dass der schwarze Mensch in eine neurotische Situation geworfen wird, wenn er in einer weißen Gesellschaft lebt, die deren Überlegenheit gegenüber der schwarzen Bevölkerung proklamiert (Philipp Dorestal). Fanon kritisiert also, dass die „Schwarze Person“ eine „weiße Maske“ tragen muss, um in einer kolonialisierten Welt ernst genommen zu werden.
Zugunsten einer universalen Befreiung wendet sich Fanon in Schwarze Haut, weiße Masken von der Négritude-Bewegung ab, die vorher sein politisches Denken stark bestimmt hat. Ihrer Rückbesinnung auf die afrikanischen Kulturen zur Entwicklung eines schwarzen Selbstbewusstseins hält er entgegen, dass die präkoloniale Vergangenheit nicht als Muster für die künftige soziale Umwälzung herangezogen werden kann. „Meine eigentlichen Ziele dürfen keinesfalls von der Vergangenheit der farbigen Völker bestimmt werden, und ich werde mich keinesfalls mit der Wiederbelebung einer zu Unrecht nicht beachteten Kultur des Negers befassen“. Zu diesem Zeitpunkt ist für Fanon noch eine Emanzipation des Schwarzen im Rahmen der französischen Nation denkbar: „Wir Farbigen weigern uns, Außenseiter zu sein, wir nehmen voll und ganz teil am Schicksal Frankreichs.“
Obwohl Fanons erstes größeres Werk noch nicht von seiner späteren radikalen anti-kolonialen Position geprägt ist, die „die Verdammten dieser Erde“ zum revolutionären Subjekt erklärt, gibt es auch schon nach dem Erscheinen von Schwarze Haut, weiße Masken Kritik vonseiten der kommunistischen Parteigänger. Fanon würde die Rolle der weißen Arbeiterklasse, die den Rassismus hinter sich gelassen habe, für die Errichtung einer neuen Gesellschaftsordnung nicht anerkennen. Diese Differenzen mit den kommunistischen Kreisen sollten sich während des Algerienkriegs vertiefen: Während Fanon für die Befreiungsbewegung arbeitet, weigert sich die KPF, gegen den Kriegszug der französischen Armee Stellung zu beziehen.

### Im fünften Jahr der algerischen Revolution
Im Jahr 1953 ging Fanon nach Algerien und wurde dort Chefarzt im Psychiatrischen Krankenhaus von Blida, 45 Kilometer von Algier entfernt. Hier erprobte er das System der „Sozialtherapie“, das er in Saint Alban kennen gelernt hatte. Sowohl die strikte Trennung der Patienten nach dem Kolonialsystem (eigene Pavillons für Europäer und Algerier) wie auch die Hierarchie zwischen dem Pflegepersonal und den Insassen wurde von ihm mit Hilfe seiner Assistenten abgebaut. Bis 1956 wirkte Fanon in Blida und geriet schon bald in Kontakt mit der algerischen Unabhängigkeitsbewegung. Im Spital von Blida wurden verwundete Widerstandskämpfer versorgt und vor der französischen Armee versteckt. Außerdem behandelte Fanon Mitglieder des Maquis mit psychischen Störungen.
Nachdem die Repression stärker wurde und auch das Personal des Krankenhauses betraf (ein Streik des Pflegepersonals wurde blutig niedergeschlagen), reichte Fanon sein Rücktrittsgesuch als Chefarzt in einem Brief an den damaligen französischen Präfekten von Algerien, Robert Lacoste, ein. Als Antwort erhielt er einen Ausweisungsbescheid und musste das Land verlassen. Nach einem kurzen Aufenthalt in Paris schloss er sich als Aktivist der FLN in Tunis an.
In Tunis wurde Fanon in die Pressearbeit der FLN aufgenommen und Redakteur der Zeitung El Moudjahid. 1959 erschien sein Buch Im fünften Jahr der algerischen Revolution, das in Frankreich umgehend verboten wurde und nur im Untergrund vertrieben werden konnte. Fanon verarbeitet darin seine Erfahrungen aus dem antikolonialen Kampf des algerischen Volks, die Gespräche und Berichte, die er von Widerstandskämpfern erhielt. Er unternimmt den Versuch, die Umbrüche in der algerischen Gesellschaft, die durch den nationalen Aufstand ausgelöst wurden, zu verallgemeinern. Ausgehend von der unüberwindbaren Trennung zwischen Kolonialherren und Kolonisierten weist er auf, dass die Einheimischen im Zuge des Kampfes sich die Technik und die wissenschaftlichen Methoden der Europäer aneignen, die sie vorher als Teil des Kolonialsystems abgelehnt hatten (Fanon erwähnt unter anderem das Radio und die medizinische Behandlung). Optimistisch sieht er auch die veränderte Rolle der Frau: Durch den Befreiungskampf bricht sie aus ihrer traditionellen Rolle in der Familie aus, wird aktive Revolutionärin, die sich nicht mehr dem Vater oder Mann verpflichtet fühlt, sondern der bewaffneten Organisation. Ihre Emanzipation geht so weit, dass sie auch den Schleier ablegt, den sie vorher als Zeichen der einheimischen Kultur getragen hatte.
Was in Fanons Buch zur algerischen Revolution fehlt, ist die Unterscheidung zwischen den einzelnen gesellschaftlichen Schichten der unterdrückten Massen. Erst in Die Verdammten dieser Erde wird Fanon eine Analyse der verschiedenen sozialen Gruppen (Bauern, Arbeiter, Arbeitslose, städtische und ländliche Bevölkerung) in seine Revolutionstheorie einschließen und zeigen, dass nur bestimmte Klassen dazu bereit sind, den Kampf für die Unabhängigkeit konsequent durchzuführen. Aber schon im Werk Im fünften Jahr der algerischen Revolution entwickelt Fanon eine seiner wichtigsten Thesen: Die Gewalt und der bewaffnete Kampf als Katalysator für die antikoloniale Erhebung.

### Die Verdammten dieser Erde
„Verlassen wir dieses Europa, das nicht aufhört, vom Menschen zu reden, und ihn dabei niedermetzelt, wo es ihn trifft, an allen Ecken seiner eigenen Straßen, an allen Ecken der Welt. Ganze Jahrhunderte hat Europa nun schon den Fortschritt bei anderen Menschen aufgehalten und sie für seine Zwecke und seinen Ruhm unterjocht; ganze Jahrhunderte hat es im Namen seines angeblichen ‚geistigen Abenteuers‘ fast die ganze Menschheit erstickt. ... Also, meine Kampfgefährten, zahlen wir Europa nicht Tribut, in dem wir Staaten, Institutionen und Gesellschaften gründen, die von ihm inspiriert sind.“

Fanons Hauptwerk erschien Anfang Dezember 1961, wenige Tage später verstarb er an den Folgen einer Leukämieerkrankung in Bethesda (Maryland) bei Washington, D.C. Die Verdammten dieser Erde ist sein nachhaltigstes und berühmtestes Werk und fasst seine Erfahrungen, Ideen und politischen Analysen zum Kampf gegen den Kolonialismus und Imperialismus zusammen. Von Jean-Paul Sartre, mit dem Fanon zeit seiner politischen Aktivität in Diskussion stand, stammt das berühmte Vorwort.
Ähnlich wie Che Guevara, der 1965 in den Kongo ging, um die kubanische Revolution zu „exportieren“, setzte auch Fanon ab 1958 auf die gesamtafrikanische Perspektive, um die antikoloniale Bewegung in den verschiedenen Ländern miteinander zu verbinden. Als Repräsentant der Provisorischen Regierung Algeriens besuchte er unter anderem Ghana, Liberia und den Senegal, um den Aufbau der unabhängigen afrikanischen Staaten zu beobachten und die dortigen Führer für eine gemeinsame Organisation der afrikanischen Nationen zu gewinnen. Dazu fanden auch Kongresse in Tunis statt, die Fanon mitorganisierte.
Sehr bald wurde ihm aber klar, dass der revolutionäre Elan in den unabhängig gewordenen Ländern zugunsten von Arrangements mit den ehemaligen Kolonialmächten und der einheimischen Bourgeoisie am Erlöschen war. Diese Einsicht und die zunehmende Distanz zur Spitze der FLN prägen wesentliche Teile seines letzten Buches: Fanon entwirft darin die Vision einer sozialistischen Revolution in Afrika, die sich auch gegen die neuen, „einheimischen“ Regierungen richtet.
Als Ausgangspunkt seiner Analyse in Die Verdammten dieser Erde wählt Fanon die Situation der kolonialen Gewalt und die Gegengewalt der Unterdrückten in den kolonisierten Ländern. Auf diese einleitenden Passagen beziehen sich viele seiner späteren Kritiker, die ihm vor allem „Gewaltverherrlichung“ vorwerfen. Letztlich geht es Fanon aber um die konkrete Beziehung zwischen Kolonialherren und Kolonisierten, die sich immer in einer gewalttätigen Unterjochung ausdrückt, deren Folgen seit Jahrhunderten auf Geist und Körper der Unterdrückten eingewirkt haben. Die Dekolonisation ist nach Fanon ein Prozess, der aus dem „Ding“ wieder einen Menschen macht, der sich selber als „absolut gesetzte Eigenart“ konstituiert und der mit Hilfe der Gewalt sich von seiner Entfremdung und Unterordnung befreit. Einerseits ist hier der Einfluss des Existenzialismus auf Fanons Denken immer noch zu spüren; aber auch seine wiederkehrende psychologische Sicht des „Eingeborenen“ wird deutlich, wenn er von „angestauter Libido“ und Ersatzhandlungen spricht, die die verhinderte Aggression des Kolonisierten „entladen“. Auch der Terminus Paläophrenie wird aufgegriffen.
Fanon dient die Gewalt dazu, die Nation zu konstituieren, die einzelnen Individuen in ihrem Kampf miteinander zu verbinden. An dieser kollektiven Befreiungsanstrengung nehmen aber nicht alle Kolonisierten teil: So definiert Fanon die Rolle der einheimischen Bourgeoisie als kompromissbereiten Partner der Kolonialmacht und die Nationalistischen Parteien als ihren politischen Ausdruck. Auch das städtische Proletariat in der „Dritten Welt“ gilt Fanon als rückständig und privilegiert gegenüber der ländlichen Bevölkerung. Revolutionäre Tendenzen entwickeln für ihn einzig und allein die bäuerlichen Massen, und die Pflicht der Intellektuellen besteht für Fanon darin, sich ihnen anzuschließen. Er bricht aber auch mit jener traditionellen marxistischen Linken, wenn er dezidiert das „Lumpenproletariat“ (Arbeitslose, Slumbewohner) neben der ländlichen Schicht als Träger der Revolution ausmacht.
Den „politischen Parteien“, die mit den privilegierten Teilen der kolonialisierten Bevölkerung verbunden sind, erteilt Fanon eine Absage. Für ihn muss sich die Organisation der Revolution erst im bewaffneten Kampf bilden und eine Führung hervorbringen, die die Gewalt zur Machteroberung lenkt.
Den Rahmen des Dekolonisationsprozesses bildet für Fanon die Nation. Das sich entwickelnde kollektive Bewusstsein des unterdrückten Volkes ist Fanon auch immer ein nationales Bewusstsein, das er gegenüber den feudalen Regionalismen und dem rassistischen Stammesdenken abgrenzt. Fanons Idee der afrikanischen Nationen hat sich in der Praxis jedoch nicht bewährt (und ethnische Konflikte sind heute noch in fast jedem Land Afrikas vorhanden). Denn die Grenzen in Afrika wurden von den Kolonialmächten gezogen und die entstehenden unabhängigen Nationen hielten fast immer an dieser Einteilung fest. Dieser Aspekt wird von Fanon in seiner Beurteilung der Nation als Keim für eine sozialistische Gesellschaft aber nicht behandelt.
Während Fanons frühere Schriften auch für ein europäisches Publikum verfasst wurden, ist sein letztes Werk einzig an die „Verdammten dieser Erde“ gerichtet, deren Bezeichnung der ersten Strophe der Internationale entnommen ist. Fanon wendet sich in seinem revolutionären Bestreben endgültig ab von der europäischen Arbeiterklasse und den westlichen linken Intellektuellen als Verbündeten für die Befreiung der kolonisierten Länder. Er setzt seine Hoffnungen auf den gewaltsamen Aufstand der afrikanischen Bauernschaft.

## Betrachtung seines Werks
Fanon sieht in der Entkolonialisierung ein Mittel, sich von einer tiefsitzenden Entfremdung zu befreien. Dabei geht es ihm keineswegs um die Gewalt an sich, sondern ausdrücklich um die widerständige Gegengewalt zur bestehenden Gewaltanwendung der Kolonisatoren, die auf eine bestimmte historisch-konkrete Situation bezogen ist und nur hier als legitim angesehen wird. Dagegen verweist er deutlich auf die „pathologischen Folgen exzessiver Gewaltanwendung“ (Dorestal). Seine Theorie der Befreiung gründet dabei vor allem auf den Existentialismus Sartres als auch, wie Udo Wolter feststellt, in der „Hegelschen Herr-Knecht-Dialektik“.
Fanon entwickelte ein kritisches und widersprüchliches Verhältnis zu „kollektiven Identitäten“, wie Nation und Volk. Einerseits sah er im Nationalismus der Kolonialherren unterdrückende, zerstörende und entfremdende Mechanismen vor allem für die „Kolonialisierten“. Andererseits übertrug er die befreiende Wirkung antikolonialer Gegengewalt auch auf die so genannte „nationale Befreiungsbewegung“ und damit auf das Konzept der Nation. So kommt es in der Folge dazu, dass einerseits postkoloniale Kritiker, insbesondere Homi K. Bhabha, Stuart Hall, Ania Loomba und Gayatri Chakravorty Spivak, die Revolutionstheorien Fanons als Kritik an „bipolaren Entgegensetzungen wie Kolonialherr/Kolonisierter, Westen/Rest, Zivilisation/Wildheit, männlich/weiblich etc.“ werten und mit seiner Theorie ebenso die „Festschreibungen ethnischer und nationaler Identitäten dekonstruktivistisch auflösen wollen und fließende, hybride Subjektivitäten als Grundlage neuer kultureller und politischer Formen widerständigen Handelns verstehen“ (Wolter).
Auch modernere marxistisch orientierte Kritiker des Postkolonialismus beziehen sich auf die rassismustheoretischen Arbeiten und Revolutionstheorien Fanons. Dazu zählen: Edward P. Thompson, Henry Louis Gates, Raymond Williams, Paul Gilroy und Lou Turner.

## Werke
- Peau noire, masques blancs. Seuil, Paris 1952.
  - deutsch: Schwarze Haut, weiße Masken. Übersetzt von Eva Moldenhauer. Syndikat, Frankfurt am Main 1980, ISBN 3-8108-0145-3. (Suhrkamp, Frankfurt am Main 1985, ISBN 3-518-37686-1 = Suhrkamp Taschenbuch, Bd. 1186). Nachdruck Turia + Kant, Wien/Berlin 2013, ISBN 978-3-85132-676-5.
- L’an V de la révolution Algérienne. Maspero, Paris 1959. (Neu herausgegeben unter dem Titel Sociologie d'une révolution. Maspero, Paris 1968)
  - deutsch (Neuausgabe): Aspekte der algerischen Revolution (= st. Bd. 337). Übersetzt von Peter Anton von Arnim, mit einem Nachwort von Armin Scheil. Suhrkamp, Frankfurt am Main 1969.
- Les damnés de la terre. Mit einem Vorwort von Jean-Paul Sartre. Maspero, Paris 1961. (Neu erschienen bei La Découverte et Syros, Paris 2002.)
  - deutsch: Die Verdammten dieser Erde (= st. Bd. 668). Übersetzt von Traugott König. Suhrkamp, Frankfurt am Main 2015 (dt. Erstausg. 1966), ISBN 978-3-518-37168-8.
- Pour la révolution Africaine. Maspero, Paris 1964.
  - deutsch: Für eine afrikanische Revolution. Politische Schriften. Übersetzt von Einar Schlereth. März, Frankfurt am Main 1972, ISBN 3-87319-110-5; neue Ausgabe: hrsg. von Barbara Kalender und mit einem Vorwort von François Maspero, März Verlag, Berlin 2022, ISBN 978-3-7550-0006-8.
- Das kolonisierte Ding wird Mensch. Ausgewählte Schriften (= Reclams Universal-Bibliothek. Bd. 1147). Herausgegeben von Rainer Arnold. Reclam, Leipzig 1986.
- Entkolonisierung und Revolution. Politische Schriften. März, s. l. 1987, ISBN 3-88880-056-0.
- Ecrits sur l'aliénation et la liberté, hrsg. v. Jean Khalfa und Robert Young, Paris 2025.
  - englische Ausgabe: Alienation and Freedom, eds Jean Khalfa and Robert J. C. Young, revised edition, translation by Steve Corcoran, Bloomsbury, London 2018.
- Der Schleier. Übersetzt von Brita Pohl. Turia + Kant, Wien/Berlin 2017, ISBN 978-3-85132-873-8.

## Filme
- 1995: Frantz Fanon: Black Skin White Mask, Dokudrama, Großbritannien, 1995, Regie: Isaac Julien, Darsteller: Colin Salmon[9]
- 2001: Frantz Fanon, une vie, un combat, une oeuvre, Dokumentarfilm, Algerien/Frankreich/Tunesien, Regie: Cheikh Djemai[10]
- 2002: Frantz Fanon, mémoire d'asile, Dokumentarfilm, Frankreich, Regie: Bachir Ridouh, Abdenour Zahzah[11]
- 2024: Chroniques fidèles survenues au siècle dernier à l'hôpital psychiatrique Blida-Joinville, au temps où le Docteur Frantz Fanon était chef de la cinquième division entre 1953 et 1956, Spielfilm, Algerien/Frankreich, Regie:   Abdenour Zahzah, Darsteller: Alexandre Desane[12]
- 2024: Die Spaltung der Welt, dokumentarische Dramaserie, Deutschland, 2024, Regie: Olga Chajdas, Frank Devos, Darsteller: Moussa Sylla[13][14]

- 2021 Sur Les Traces de Frantz Fanon, Dokumentation, Frankreich/Algerien 2021, Regie Mehdi Lallaoui, unter Mitwirkung von Alice Cherki und anderen Weggefährtinnen und Weggefährten